# Kurt Müller-Reitzner
Kurt Müller-Reitzner (* 23. April 1922 in Wien; † 3. September 2002 in Bremerhaven) war ein österreichischer Schauspieler, Hörspielsprecher,  Theaterregisseur und -leiter.

## Leben
Anfang der 1940er-Jahre begann Kurt Müller-Reitzner eine erfolgreiche Ausbildung zum Schauspieler am Max Reinhardt Seminar in seiner Geburtsstadt, die kriegsbedingt unterbrochen werden musste. Zu Beginn seiner Bühnenlaufbahn arbeitete er unter anderem am Stadttheater Baden und in Wien an der Scala. Ab 1949 leitete Müller-Reitzner in der österreichischen Hauptstadt zwei kleinere Bühnen, nämlich das avantgardistische Theater T 49 und das Theater in der Kolingasse. 1957 siedelte er aus politischen Gründen in die damalige DDR über, wo er an verschiedenen Bühnen wirkte, so am Landestheater Altenburg und in Frankfurt/Oder. In den 1960er-Jahren wirkte er darüber hinaus in einigen Hörspielen des DDR-Rundfunks mit. Am Theater Putbus fand 1960 unter der Regie von Hans-Joachim Theil und Müller-Reitzner die deutsche Erstaufführung des Bühnenstücks Der Untergang der Eppie Reina des niederländischen Autors Klaas Smelik (1897–1986) statt.
Ab 1970 arbeitete Müller-Reitzner dann in der Bundesrepublik Deutschland, zunächst als Schauspieler und Regisseur am Theater Bielefeld und am Stadttheater Bremerhaven. Als Regisseur war er später beim Niederdeutschen Bühnenbund tätig und ab 1991 beim Theater auf dem Flett, einem Zusammenschluss verschiedener Amateurbühnen im Elbe-Weser-Dreieck.
Eine seiner ersten Filmrollen erhielt Müller-Reitzner noch in Österreich, 1957 spielte er in dem Heimatfilm Wer die Heimat liebt. Ab 1959 war er sowohl in weiteren österreichischen als auch in Produktionen des DDR-Fernsehens und der DEFA zu sehen.

## Filmografie (Auswahl)
- 1957: Vater macht Karriere
- 1957: Wer die Heimat liebt
- 1959: Bevor der Blitz einschlägt
- 1959: Der Verräter
- 1960: Der jüngste Tag
- 1961: Kleines Bezirksgericht
- 1961: Nachsaison
- 1962: Sieben Tote suchen einen Mörder
- 1962: Peitsche im Paradies (Fernsehspiel)
- 1963: Mord in Riverport
- 1964: Der Mann mit der Maske
- 1965: Orpheus steigt herab
- 1965: Donaug’schichten
- 1965: Die Gigerln von Wien
- 1966: Pitaval des Kaiserreiches: Die Ermordung des Rittmeisters von Krosigk
- 1966: Irrlicht und Feuer (Fernsehfilm, Zweiteiler)
- 1966: Geheimkommando Bumerang
- 1966: Pitaval des Kaiserreiches: Der Prozeß gegen die Gräfin Kwilecki (Fernsehreihe)
- 1967: Das Mädchen an der Orga Privat
- 1968: Stunde des Skorpions
- 1969: Projekt Aqua
- 1969: Krupp und Krause
- 1969: Unterwegs zu Lenin
- 1974: Griseldis
- 1987: Tatort: Flucht in den Tod

## Hörspiele (Auswahl)
- 1963: Die Unbewältigten – Autor: Rolf Schneider – Regie: Edgar Kaufmann
- 1963: Nur ein Paar Schuhe – Autor: János Székely – Regie: Ingeborg Milster
- 1963: Teufel im Paradies – Autor: Hans Pfeiffer – Regie: Wolfgang Brunecker
- 1964: Die Ohrfeige – Autor: Heinz von Cramer – Regie: Hans Knötzsch
- 1967: John Reed. Dramatische Chronik in drei Teilen – Autor: Gerhard Stübe – Regie: Fritz Göhler
- 1968: Verstehen Sie MOPS? – Autor: Helfried Schreiter – Regie: Helmut Molegg
- 1968: Der gläserne Teppich – Autor: Alexander Mejerow – Regie: Manfred Täubert
- 1969: Was ist ein Weihbischof oder Antworten zur Akte Defregger – Autoren: Wolfgang Graetz und Joachim Seyppel – Regie: Edgar Kaufmann